# 5.ª Região Militar
A 5ª Região Militar (5ª RM) é uma das doze regiões militares do Exército Brasileiro. É conhecida como Região Heróis da Lapa.

## Origens históricas
Suas raízes históricas são encontradas no quadro vivido pelo Exército Brasileiro no cenário histórico da nação brasileira, no transcurso dos séculos, passando pela fundação dos primeiros núcleos de povoamento e, também, pelas lutas para a conquista e manutenção da terra.
No século XVII, ante a necessidade de bases para a exploração do interior, levada a efeito, sobretudo, pelos heroicos Bandeirantes, formam-se, inicialmente no litoral, os povoados de Paranaguá, São Francisco do Sul, Ilha de Santa Catarina, então chamada Desterro, e Laguna.
Posteriormente, com o surgimento do ciclo do gado, e a consequente interiorização provocada pela atividade pecuária, formaram-se cidades como União da Vitória, Ponta Grossa, Castro e outras.
No século XVIII, visando fortalecer a defesa da costa brasileira contra ataques de piratas e de outros países, foram construídos fortes em Paranaguá, na ilha de Santa Catarina e em Laguna.
Adentrando no século XIX, logo após a Independência do Brasil, o Exército, até então, ainda disperso e sem uma estrutura definida, foi organizado em 1824, ocasião em que foi criado, na Ilha de Santa Catarina, o 8º Batalhão de Caçadores.
Ainda durante o Império, a partir de 1850, foram fundadas as colônias militares de Foz do Iguaçu, no Paraná, e de Chapecó, em Santa Catarina, visando a garantia da soberania nacional na fronteira oeste desses Estados.
Em 1865, por ocasião da Guerra da Tríplice Aliança, a Região teve participação expressiva com a presença de 2.500 (dois mil e quinhentos) paranaenses e 1.200 (mil e duzentos) catarinenses na formação dos batalhões Voluntários da Pátria.
Com o surgimento da República, em razão da posição estratégica da região, foi criado em 02 de julho de 1891, o 5º Distrito Militar, com sede em Curitiba, abrangendo os Estados do Paraná e de Santa Catarina, como nos dias atuais.
Logo a seguir, no ano de 1893, eclode a Revolução Federalista, ocasião em que a resistência republicana ensejou o épico episódio do Cerco da Lapa, onde o então Coronel Gomes Carneiro, contando com um efetivo numericamente inferior às tropas dos revolucionários oriundos do Rio Grande do Sul, recebeu a difícil missão de detê-los e impedi-los de chegarem a São Paulo. Em 09 de fevereiro de 1894, com a morte de Gomes Carneiro e de quase todos os homens em condições de combate, a Lapa capitulou, porém, seus esforços não foram em vão. O retardo imposto aos revolucionários permitiu que as tropas republicanas se organizassem e impedissem, na sequência das ações, o acesso à Capital Federal.
Esta tradicional Região Militar participou, ainda, de relevantes episódios no cenário da vida nacional e mundial, merecendo destaque, a Campanha do Contestado, a Revolução de 1924, a Revolução de 1930, a 2ª Guerra Mundial e o golpe civil-militar de 1964. Também integrou as Forças de Paz da ONU, no Canal de Suez, no Oriente Médio e em Angola, na África.
Atualmente, contando com diversas Organizações Militares sediadas nos Estados do Paraná e Santa Catarina, a 5ª RM, orgulhosamente denominada "Região Heróis da Lapa" em homenagem aos heroicos feitos daqueles que tombaram no Cerco da Lapa, está voltada para o cumprimento da missão constitucional do Exército Brasileiro  defender a pátria e garantir os poderes constitucionais, a lei e a ordem, participando, ainda, na solução de problemas comunitários e no desenvolvimento nacional.

## Missão
- A fim de possibilitar ao Exército atuar na garantia dos poderes constitucionais, da lei e da ordem:  - Apoiar o emprego da tropa, em sua área de responsabilidade, no que tange ao planejamento e execução das atividades logísticas, administrativas e territoriais;  - Planejar, coordenar, executar, integrar e controlar as funções logísticas, a mobilização, o serviço militar, o transporte, a assistência social, o apoio ao pessoal, o controle do patrimônio e a fiscalização de produtos controlados na área dos estados do Paraná e Santa Catarina;  - Apoiar a evolução de um Comando Logístico da Área de Operações, quando ativada a estrutura militar de defesa.  Visão de Futuro  Ser um Grande Comando capacitado a prestar o apoio logístico, territorial, administrativo e de pessoal com elevado grau de confiabilidade e ser reconhecido perante o Exército e a sociedade dos Estados do Paraná e de Santa Catarina pela excelência dos serviços prestados.

## Organizações militares subordinadas
- 5ª Região Militar
  - Comando da 5ª Região Militar  - Curitiba - PR
  - 5º Batalhão de Suprimento - Curitiba - PR
  - Base de Administração e Apoio da 5ª Região Militar - Curitiba - PR
  - Parque Regional de Manutenção da 5ª Região Militar  - Curitiba - PR
  - Hospital Geral de Curitiba  - Curitiba - PR
  - Hospital de Guarnição de Florianópolis - Florianópolis - SC
  - Campo de Instrução Marechal Hermes - Três Barras - SC
  - Tiros de Guerra do Paraná e de Santa Catarina.[3]

## Denominações históricas
- 1908 - 11ª Inspeção Permanente e 2ª Brigada Estratégica;
- 1915 - Circunscrição Militar do Paraná;
- 1919 - 2ª Circunscrição Militar;
- 1923 - 5ª Região Militar - 5ª Divisão de Infantaria;
- 1973 - 5ª Região Militar - 5ª Divisão de Exército;
- 2013 - 5ª Região Militar.

## Galeria de imagens

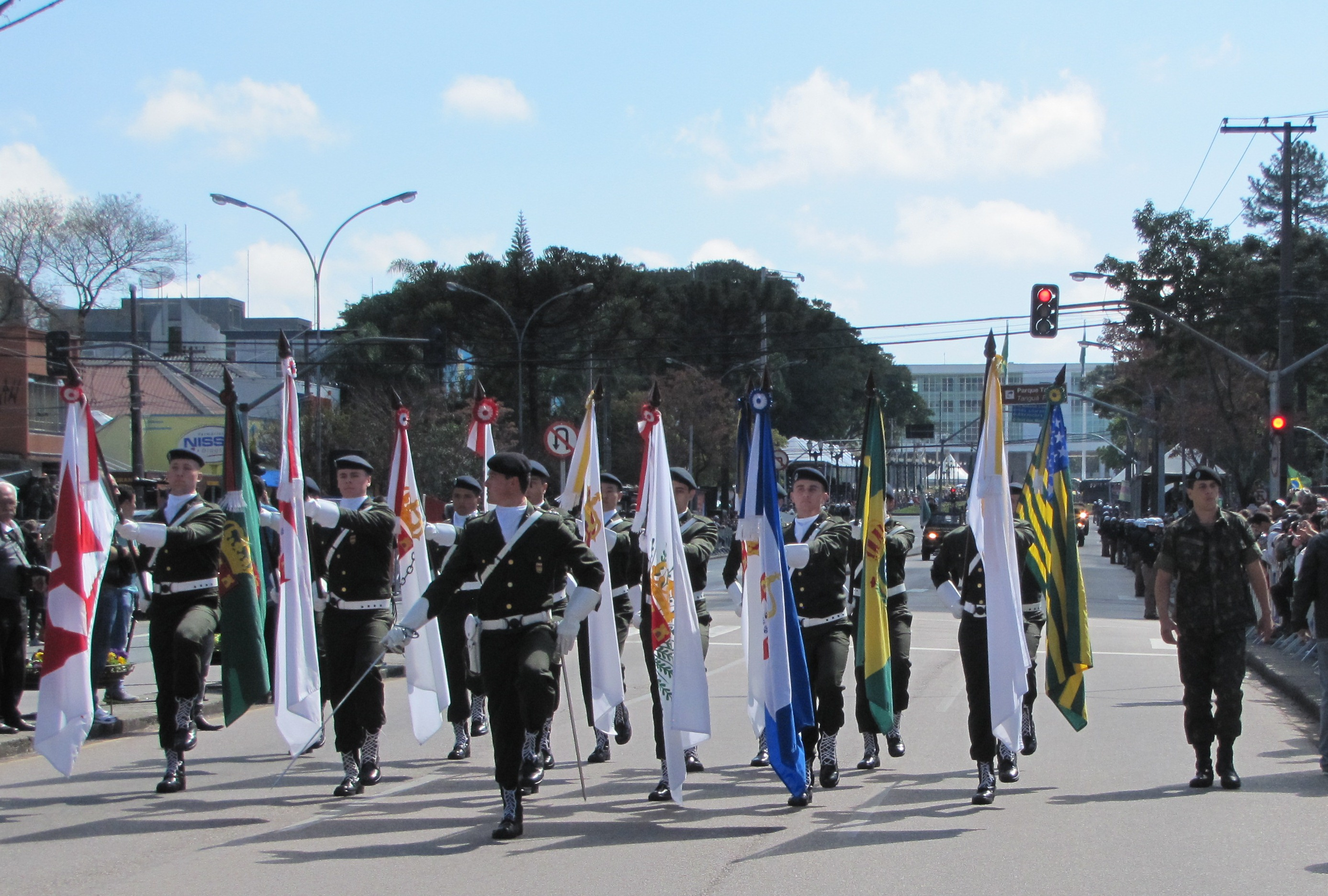
Bandeiras históricas brasileiras.
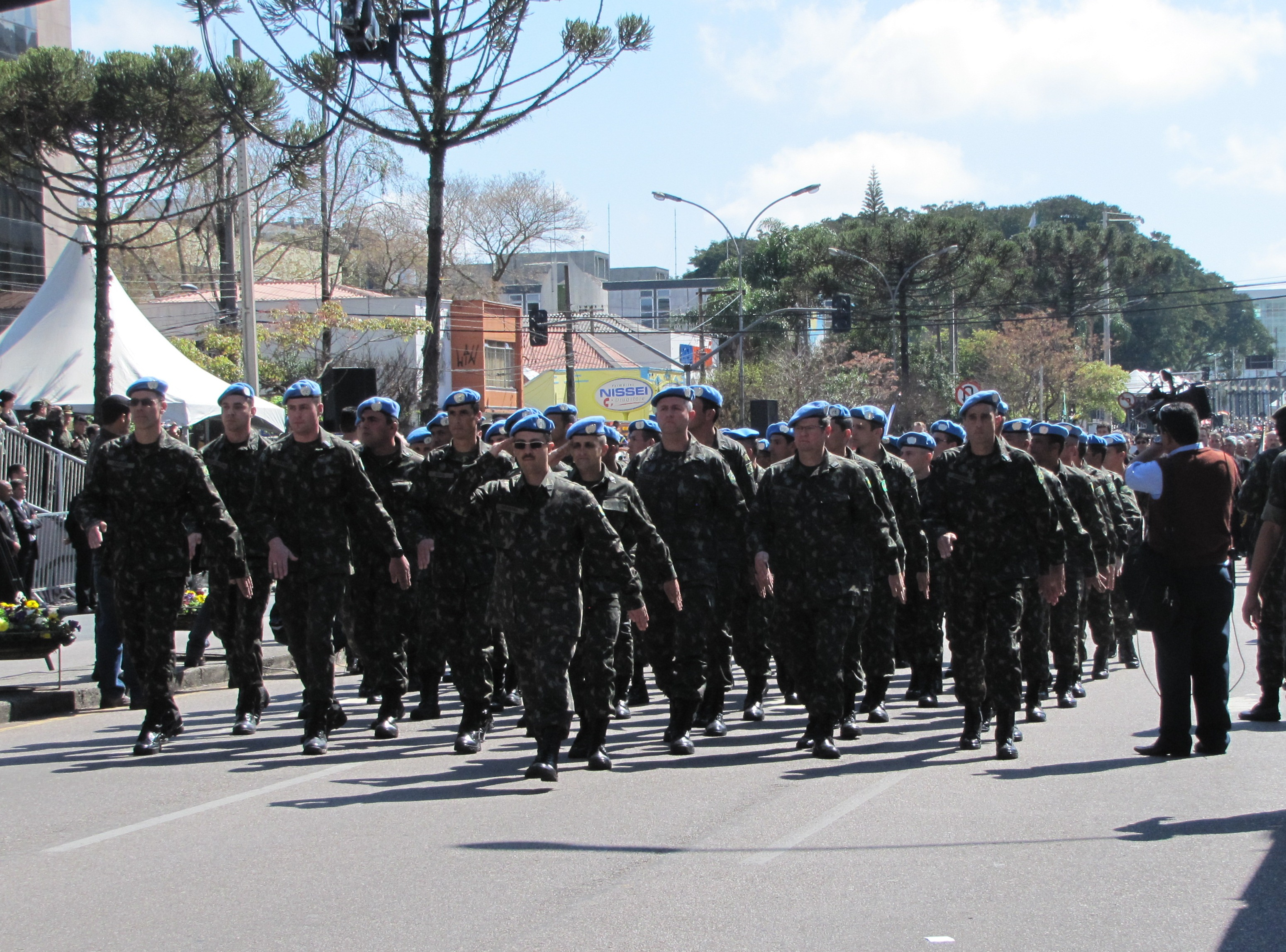
Grupamento de boinas azuis.
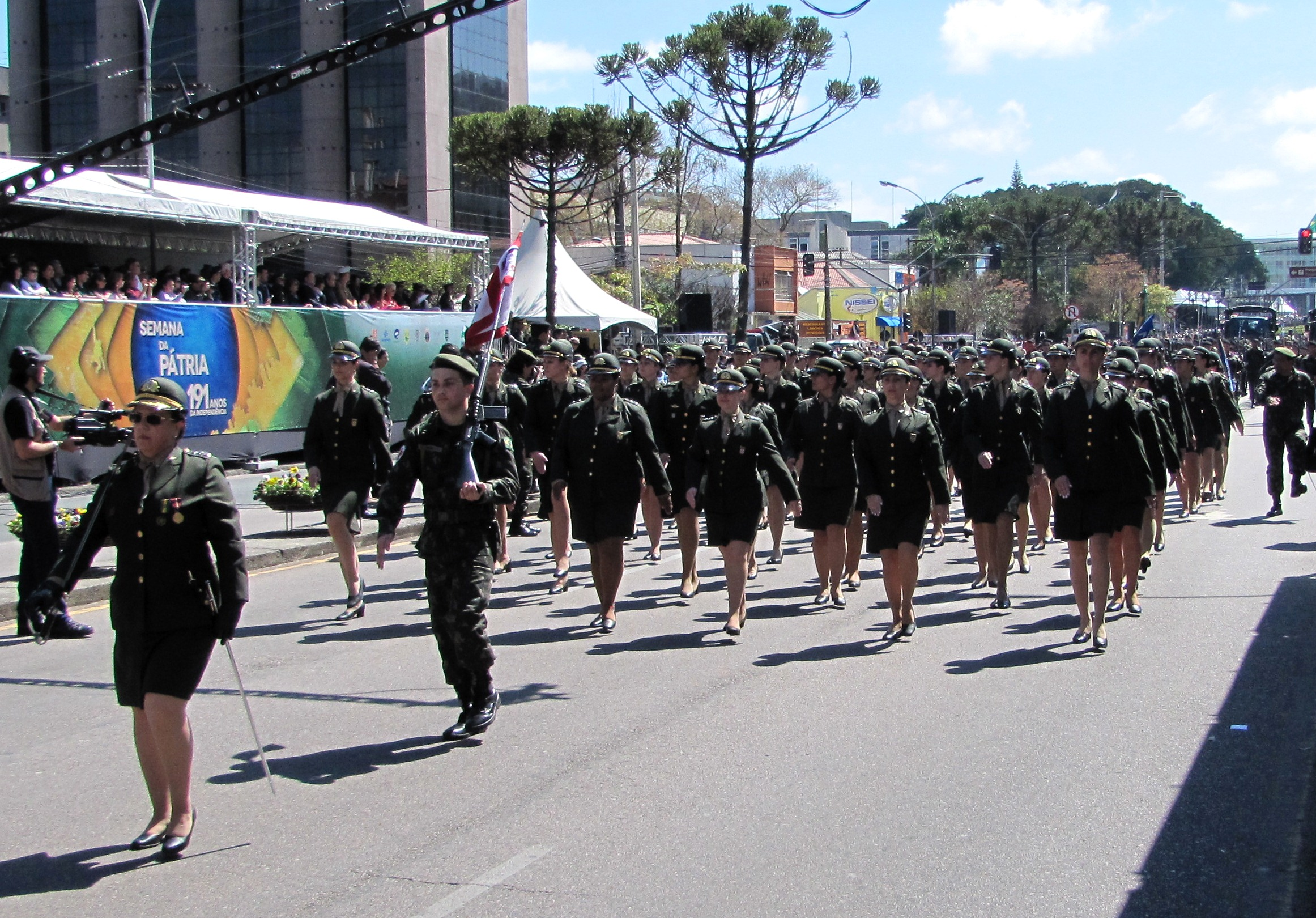
Grupamento feminino.
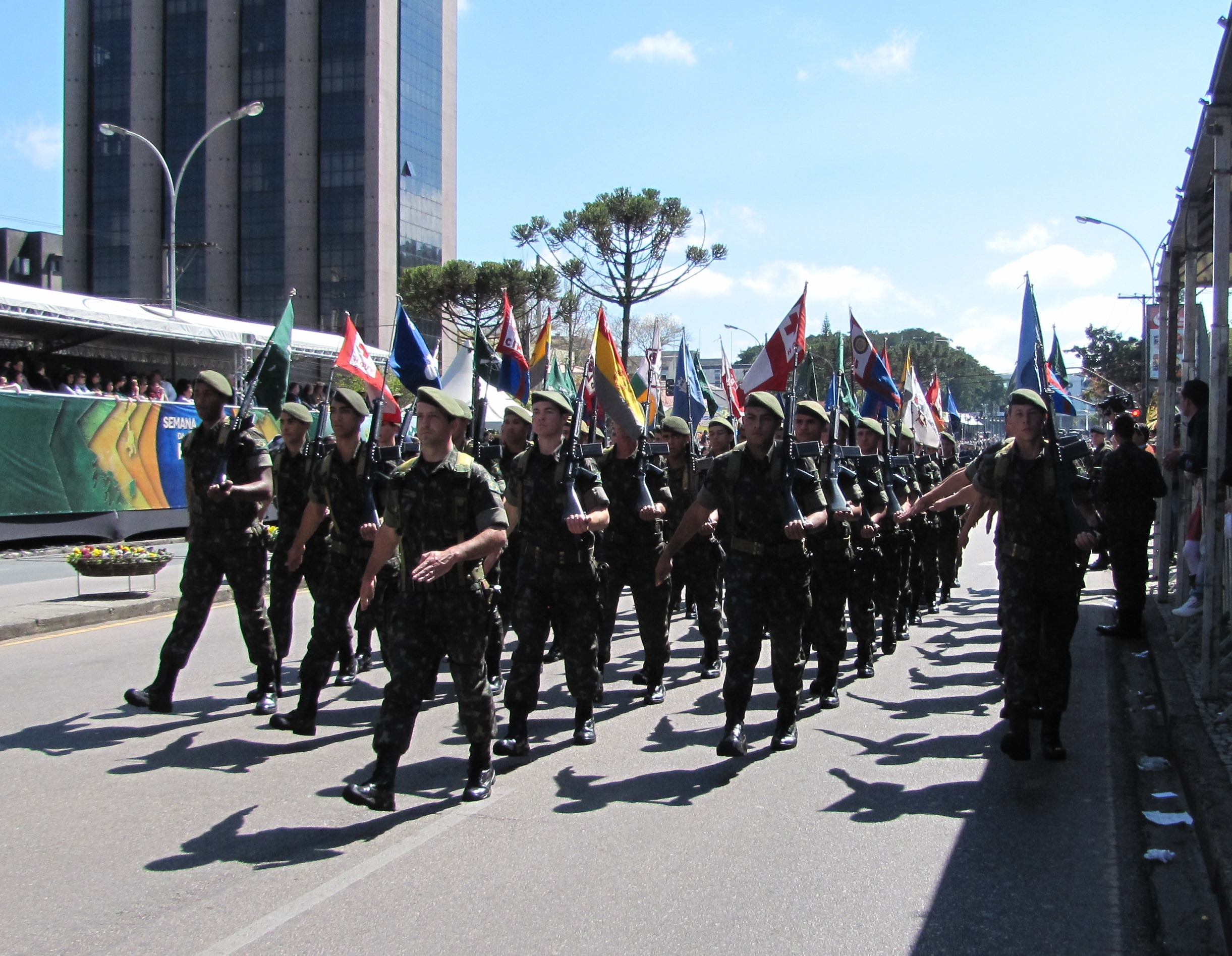
Insígnias da 5ª RM.
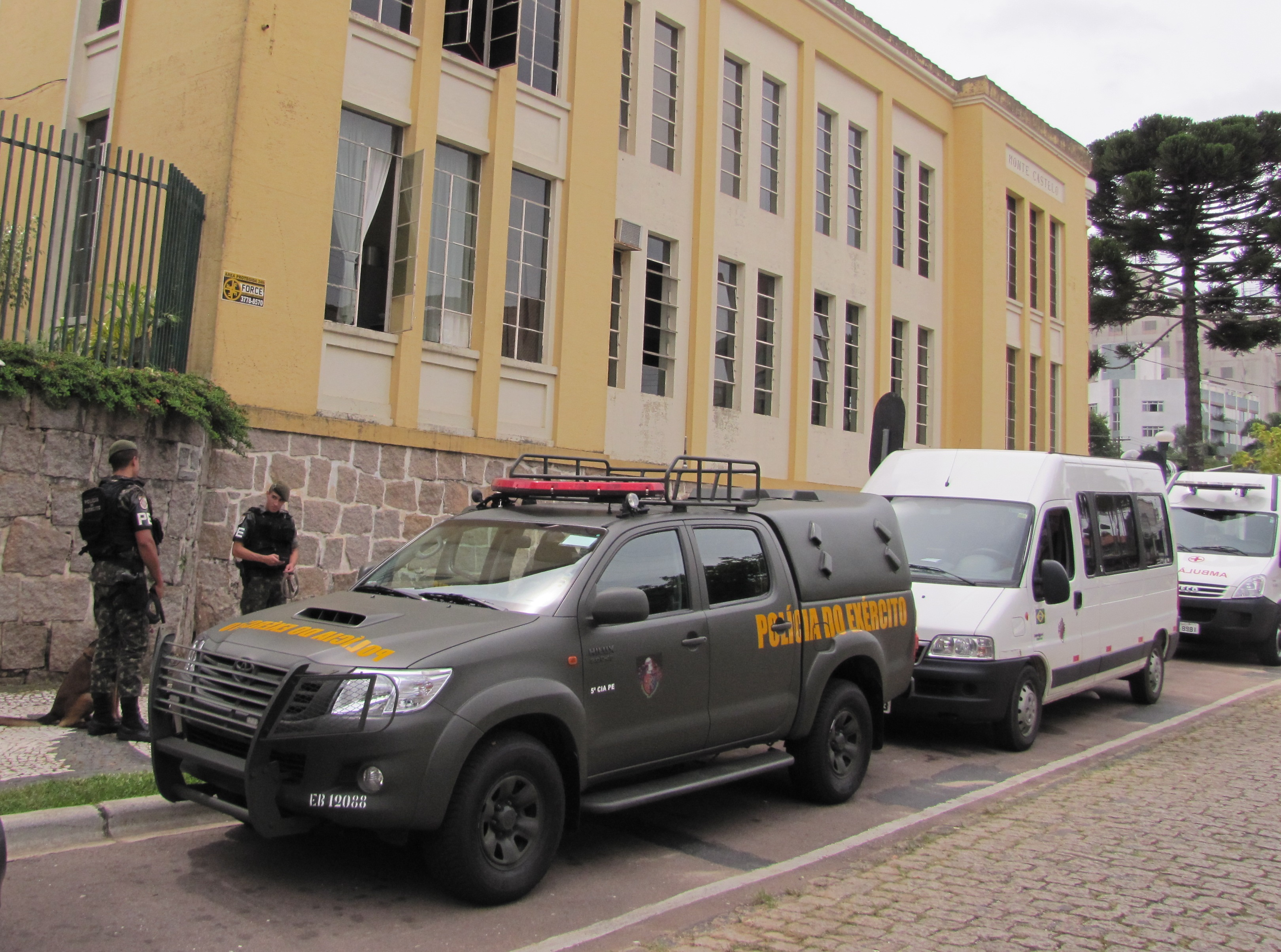
Viatura da 5.ª Cia PE.